# S Eridani
S Eridani, eller 64 Eridani, är en pulserande variabel av RR Lyrae-typ (RRAC:) i stjärnbilden Eridanus. 
Stjärnan har en visuell magnitud som varierar mellan +4,77 och 4,8 med en period av 0,273 dygn eller 6,6 timmar.